# Buster Posey
Gerald Dempsey Posey (ur. 27 marca 1987) – amerykański baseballista występujący na pozycji łapacza i pierwszobazowego w San Francisco Giants.

## Przebieg kariery
Posey studiował na Florida State University, gdzie w latach 2006–2008 grał w drużynie uniwersyteckiej Florida State Seminoles. W 2008 został wybrany w drafcie w 1. rundzie z numerem piątym przez San Francisco Giants i początkowo występował w klubach farmerskich tego zespołu, między innymi we Fresno Grizzlies, reprezentującym poziom Triple-A. W Major League Baseball zadebiutował 11 września 2009 w meczu przeciwko Los Angeles Dodgers.
W sezonie 2010 przez dwa miesiące grał na pierwszej bazie, jednak po transferze Bengie Moliny do Texas Rangers został pierwszym łapaczem w zespole Giants. 7 lipca 2010 w meczu przeciwko Milwaukee Brewers zdobył pierwszego w karierze grand slama. W tym samym roku został wybrany najlepszym debiutantem w National League i wystąpił w World Series, w których Giants pokonali Texas Rangers w pięciu meczach.
W 2011 wystąpił tylko w 45 meczach z powodu kontuzji, którą odniósł w starciu ze Scottem Cousinsem z Florida Marlins.
13 czerwca 2012 był łapaczem w meczu, w którym Matt Cain rozegrał 22. w historii Major League perfect game. Niespełna miesiąc później po raz pierwszy w karierze został wybrany do pierwszej dziewiątki Meczu Gwiazd, otrzymując 7 621 370 głosów. W sezonie 2012 zwyciężył w National League w klasyfikacji pod względem średniej uderzeń (0,336), a także po raz drugi wystąpił w World Series, gdzie Giants pokonali Detroit Tigers nie doznając żadnej porażki. W tym samym roku został wybrany MVP National League otrzymując w głosowaniu członków Baseball Writers' Association of America 422 punkty. W marcu 2013 podpisał nowy, największy w historii klubu, ośmioletni kontrakt wart 167 milionów dolarów.
13 lipca 2014 w meczu przeciwko Arizona Diamondbacks Posey i miotacz Madison Bumgarner zdobyli po jednym grand slamie; był to pierwszy przypadek w historii MLB, kiedy duet miotacz-łapacz (battery) dokonali tego w jednym meczu. 29 sierpnia 2014 w meczu przeciwko Milwaukee Brewers został pierwszym łapaczem w historii klubu, który w karierze zaliczył dwukrotnie 5 odbić na pięć podejść w jednym meczu. W tym samym roku zagrał we wszystkich meczach World Series, w których Giants pokonali Kansas City Royals 4–3.
27 września 2016 w meczu przeciwko Colorado Rockies zaliczył 1000. odbicie w MLB. W tym samym roku został po raz pierwszy w swojej karierze wyróżniony spośród łapaczy, otrzymując Złotą Rękawicę.
12 maja 2017 w spotkaniu z Cincinnati Reds zdobył w drugiej połowie siedemnastej zmiany walk-off home runa. Był to najpóźniej zdobyty, dający drużynie San Francisco Giants zwycięstwo home run. Poprzedni najpóźniej wybity walk-off home run należał do Williego Maysa (2 lipca 1963 przeciwko Brewers w 16. zmianie).

## Nagrody i wyróżnienia
| Nagroda/wyróżnienie         | Lata                               | Źródło              |
| MVP National League         | 2012                               | [ 15 ]              |
| 6× All-Star                 | 2012, 2013, 2015, 2016, 2017, 2018 | [ 2 ] [ 12 ]        |
| Gold Glove Award            | 2016                               | [ 21 ]              |
| 4× Silver Slugger Award     | 2012, 2014, 2015, 2017             | [ 2 ]               |
| 3× zwycięzca w World Series | 2010, 2012, 2014                   | [ 9 ] [ 14 ] [ 19 ] |
| NL Rookie of the Year Award | 2010                               | [ 8 ]               |
| Hank Aaron Award            | 2012                               | [ 23 ]              |